# Шевре, Жан-Мари
Жан-Мари Шевре (фр. Jean-Marie Chevret; род. 1953) — французский драматург и актёр.

## Биография
Шевре окончил консерваторию в городе Тур и на протяжении многих лет работал актёром в театрах города. Снимался на телевидении, выступал также как телесценарист. В 1999 году дебютировал как драматург, за короткий срок добившись популярности.

### Творчество
- Спектакль Ж. М. Шевре «Squat»

Скват (squat) — в переводе с английского означает самовольное вселение в пустующий дом. Родиной этого явления принято считать Америку, но и в Париже двум бедным молодым людям-эмигрантам, арабу и польке, пришлось тайком поселиться под чужой крышей. А поскольку эти двое — юноша и девушка, а хозяйки жилья — две немолодые дамы, то неизбежны и любовь, и столкновение мировоззрений, и множество забавных ситуаций.
Его пьесы, отражающие дух Франции, удивительным образом всегда актуальны и за её пределами. Так творчество Шеврэ получило широкое признание как на родине драматурга, так и на международном уровне. Его пьеса «Le squat» (Le Squat de Jean-Marie Chevret) была удостоена премии ООН в 2000 г., а год спустя номинирована на премию Мольера, переведена на английский, итальянский, немецкий языки.

Сюжеты пьес Шеврэ современны и злободневны, порой они даже опережают время. С каждым годом они не теряют своей актуальности, а раскрываются по-новому и приобретают неожиданные оттенки.

## Интересные факты
- Премьера пьесы «Le squat» (в постановке Ж.-П.Давеля, увидела свет в 2000 году на сцене парижского театра «Рив Гош» 4 и 29 декабря 2009 года, а также 6 января 2010 года в Саратовском ТЮЗе Киселёва состоялась премьера спектакля Жана-Мари Шевре «Squat»; режиссёр, автор художественного и музыкального решения — Артур Артименьев; художник — Ольга Колесникова.
- Большие споры вызвал спектакль по пьесе Ж. М. Шевре «Привет, Париж!» в постановке Дзержинского театра драмы[2].
- В Бишкеке в театре русской драмы состоялась премьера спектакля по произведению Жана-Мари Шевре "Скват". Проблема отцов и детей, бесправность мигрантов, одиночество. Французский драматург отразил в этой пьесе проблемы современного общества[3].